# Holoteleia elegans
Holoteleia elegans är en stekelart som beskrevs av Lubomir Masner 1994. Holoteleia elegans ingår i släktet Holoteleia och familjen Scelionidae. Inga underarter finns listade i Catalogue of Life.